# ABA Air
ABA Air byla česká letecká společnost. Mezi lety 1996 a 2005 zajišťovala letecké taxi a přepravu nákladu. Měla základnu na Ruzyňském letišti v Praze.

## Historie
Společnost byla založena 20. března 1996 společnostmi ABA a Delta System-Air, generálním ředitelem se stal Daniel Tuček a provozním ředitelem Ing. Vladimír Muras. Provoz byl zahájen s turbovrtulovým letounem Beech C-90A King Air. Postupně přibyly do flotily 2 Lety L-410, 1 Piper Seneca a vrtulník Eurocopter AS-355. V roce 1998 vyhrála tendr na přepravu expresní pošty UPS z Kolína nad Rýnem do Prahy. Za tímto účelem si pořídila dva nákladní Fokkery F-27-500CRF. V roce 1998 zařadila do flotily další turbovrtulový obchodní letoun, tentokrát business jet kategorie – Beech C350 Super King Air. V roce 1999 se stal novým generálním ředitelem společnosti Martin Orlita, Daniel Tuček byl jmenován předsedou představenstva.
V roce 2003 společnost prodala letoun Beech C-90A King Air, rok později zakoupila první proudový business jet, Embraer 135 Legacy. Ve stejném roce se společnosti nepodařilo vyhrát novou soutěž na dopravu pošty UPS (zvítězila německá společnost WDL, která nabídla nižší cenu) a musela prodat oba Fokkery 27, pro které neměla najednou uplatnění.
V roce 2005 ABA Air ukončila činnost a na jejích základech vznikla společnost ABS Jets.

## Flotila

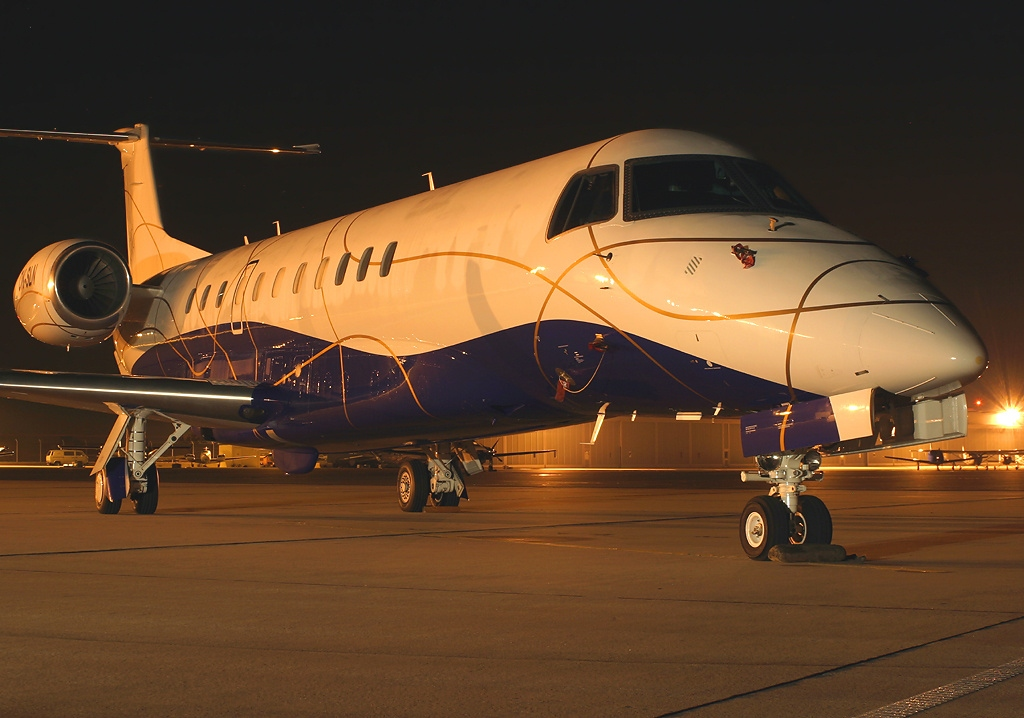
Business jet ABA Embraer EMB-135BJ Legacy v roce 2005

Za celou dobu svého působení společnost vlastnila celkem 9 kusů letounů 7 různých typů:
- 1x Beech C-90A King Air (přeprava nákladu) OK-BKS
- 1x Piper Seneca OK-JKS
- 2x Let L-410 OK-AZA, OK-NDG
- 1x Eurocopter AS-355 OK-BIC
- 2x Fokker F-27-500CRF (přeprava nákladu) OK-ABA, OK-ABB
- 1x Beech C350 Super King Air (business jet)
- 1x Embraer 135 Legacy (business jet) OK-SLN